# Plecia avicephaliforma
Plecia avicephaliforma är en tvåvingeart som beskrevs av Hardy 1940. Plecia avicephaliforma ingår i släktet Plecia och familjen hårmyggor. Inga underarter finns listade i Catalogue of Life.